# 오 루시! (2014년 영화)
《오 루시!》(Oh Lucy!)는 일본에서 제작된 히라야나기 아쓰코 감독의 2014년 코미디, 드라마 단편 영화이다. 모모이 가오리 등이 주연으로 출연하였다.
장편 영화는 2017년 동일 제목으로 개봉되었다.

## 출연

### 주연
- 모모이 가오리